# Olympische Sommerspiele 2016/Teilnehmer (Bolivien)
| Gelbes Symbol für Goldmedaillen mit stilisierten Olympischen Ringen | Graues Symbol für Silbermedaillen mit stilisierten Olympischen Ringen | Braundes Symbol für Bronzemedaillen mit stilisierten Olympischen Ringen |
| ------------------------------------------------------------------- | --------------------------------------------------------------------- | ----------------------------------------------------------------------- |
| —                                                                   | —                                                                     | —                                                                       |

Bolivien nahm an den Olympischen Spielen 2016 in Rio de Janeiro teil. Es war die insgesamt 14. Teilnahme an den Olympischen Sommerspielen. Das Comité Olímpico Boliviano nominierte zwölf Athleten in fünf Sportarten.

## Teilnehmer nach Sportarten

### Judo
| Athleten      | Wettbewerb | 1. Runde    | 1. Runde    | 2. Runde      | 2. Runde      | Viertelfinale | Viertelfinale | Halbfinale / Trostrunde | Halbfinale / Trostrunde | Finale / Platz 3 | Finale / Platz 3 | Rang          |
| Athleten      | Wettbewerb | Gegner      | Ergebnis    | Gegner        | Ergebnis      | Gegner        | Ergebnis      | Gegner                  | Ergebnis                | Gegner           | Ergebnis         | Rang          |
| ------------- | ---------- | ----------- | ----------- | ------------- | ------------- | ------------- | ------------- | ----------------------- | ----------------------- | ---------------- | ---------------- | ------------- |
| Männer        |            |             |             |               |               |               |               |                         |                         |                  |                  |               |
| Martín Michel | bis 90 kg  | A. González | 000s0:110s0 | ausgeschieden | ausgeschieden | ausgeschieden | ausgeschieden | ausgeschieden           | ausgeschieden           | ausgeschieden    | ausgeschieden    | ausgeschieden |

### Leichtathletik
Laufen und Gehen 
| Athleten                | Wettbewerb  | Runde 1 | Runde 1 | Halbfinale | Halbfinale | Finale    | Finale | Rang |
| Athleten                | Wettbewerb  | Zeit    | Rang    | Zeit       | Rang       | Zeit      | Rang   | Rang |
| ----------------------- | ----------- | ------- | ------- | ---------- | ---------- | --------- | ------ | ---- |
| Frauen                  |             |         |         |            |            |           |        |      |
| Rosmery Quispe          | Marathon    | –       | –       | –          | –          | 2:58:32 h | 117    | 117  |
| Ángela Castro           | 20 km Gehen | –       | –       | –          | –          | 1:32:54 h | 18     | 18   |
| Wendy Cornejo           | 20 km Gehen | –       | –       | –          | –          | 1:35:17 h | 31     | 31   |
| Stefany Coronado        | 20 km Gehen | –       | –       | –          | –          | 1:37:56 h | 43     | 43   |
| Männer                  |             |         |         |            |            |           |        |      |
| Marco Antonio Rodríguez | 20 km Gehen | –       | –       | –          | –          | 1:25:11 h | 45     | 45   |
| Ronal Quispe            | 50 km Gehen | –       | –       | –          | –          | 4:02:00 h | 30     | 30   |

### Radsport

#### Straße
| Athleten    | Wettbewerb    | Zeit          | Rang          |
| ----------- | ------------- | ------------- | ------------- |
| Männer      |               |               |               |
| Óscar Soliz | Straßenrennen | nicht beendet | nicht beendet |

### Schießen
| Athleten           | Wettbewerb             | Qualifikation   | Qualifikation | Finale          | Finale        | Ringe/ Scheiben | Rang |
| Athleten           | Wettbewerb             | Ringe/ Scheiben | Rang          | Ringe/ Scheiben | Rang          | Ringe/ Scheiben | Rang |
| ------------------ | ---------------------- | --------------- | ------------- | --------------- | ------------- | --------------- | ---- |
| Frauen             |                        |                 |               |                 |               |                 |      |
| Carina García      | Luftgewehr 10 Meter    | 405,6           | 44            | ausgeschieden   | ausgeschieden | 405,6           | 44   |
| Männer             |                        |                 |               |                 |               |                 |      |
| Rudolf Knijnenburg | Freie Pistole 50 Meter | 522             | 41            | ausgeschieden   | ausgeschieden | 522             | 41   |

### Schwimmen
| Athleten                 | Wettbewerb    | Vorlauf | Vorlauf | Halbfinale    | Halbfinale    | Finale        | Finale        | Rang |
| Athleten                 | Wettbewerb    | Zeit    | Rang    | Zeit          | Rang          | Zeit          | Rang          | Rang |
| ------------------------ | ------------- | ------- | ------- | ------------- | ------------- | ------------- | ------------- | ---- |
| Frauen                   |               |         |         |               |               |               |               |      |
| Karen Torrez             | 50 m Freistil | 26,12 s | 46      | ausgeschieden | ausgeschieden | ausgeschieden | ausgeschieden | 46   |
| Männer                   |               |         |         |               |               |               |               |      |
| José Alberto Quintanilla | 50 m Freistil | 23,35 s | 46      | ausgeschieden | ausgeschieden | ausgeschieden | ausgeschieden | 46   |